# Jolanda Amici Fabricatore
Jolanda Amici Fabricatore (n. 1924) es una botánica italiana, y destacada taxónoma de hongos, y además fitopatóloga; que trabajó académicamente en la "Estación de Patología vegetal de Roma".

## Algunas publicaciones
- 1988. Sostanze attive autorizzate in agricoltura, ovvero, La Difesa delle piante nel rispetto dell'uomo e dell'ambiente (Sustancias activas autorizadas en agricultura, a saber, la defensa de las plantas en un ambiente sostenible)

### Libros
- 1957. Le malattie delle piante ornamentali osservate in Italia. 145 pp.
- La abreviatura «Fabric.» se emplea para indicar a Jolanda Amici Fabricatore como autoridad en la descripción y clasificación científica de los vegetales.[1]